# Atheta myrmecobia
Atheta myrmecobia är en skalbaggsart som först beskrevs av Ernst Gustav Kraatz 1856.  Atheta myrmecobia ingår i släktet Atheta, och familjen kortvingar. Arten är reproducerande i Sverige.